# フリー・ユニオン

ポリアモリー、ノン・モノガミー、LGBTQのシンボルであるパープル・メビウス

ポリアモリー、ノン・モノガミー、LGBTQのシンボルである "love outside the box" （箱から出た愛）

フリー・ユニオン (英 free union) またはユニオン・リーブル (仏 union libre) は、宗教上ないし民法上の公認された結びつきがない、すなわち、結婚もシビル・ユニオンの関係ももっていない2人の人物による共同生活を指す表現。辞書などでは、「結婚していない同棲関係」と説明されることもある。

## アナキズム思想との関係
19世紀のアメリカ合衆国において、アナキスト系新聞『Liberty』の発行者として知られたベンジャミン・タッカー (en:Benjamin Tucker) は、ロシアの革命思想家ニコライ・チェルヌイシェフスキーの著作『何を為すべきか』を英訳紹介する序文で、同書について「女性は人間であり、男性の利益のために創造された動物ではなく、教会や国家が課す、解消ができない結婚よりも、男女のフリー・ユニオンの方が優れていることを示すことがおもな目的」だと記している。

## ローマ・カトリック教会からの批判
ローマ・カトリック教会は、「フリー・ユニオン」という語が、誤解を招きやすい表現であると批判している。カトリックの教理指導書である『公教要理（カテキズム）』は、「フリー・ユニオン」に含まれる「ユニオン」が何を表しているのかと問いかけている。「フリー・ユニオン」という表現は内縁関係や、結婚の拒絶を意味しており、また、長期にわたる永続的な関係を結ぶことを難しくしているという。『公教要理』によれば、「フリー・ユニオン」の関係を結ぶことは、結婚の尊厳に対する重大な冒涜であるとされる。